# Pombal (Carrazeda de Ansiães)
Pombal é uma povoação portuguesa sede da Freguesia de Pombal do Município de Carrazeda de Ansiães, freguesia com 16,82 km² de área e 230 habitantes (censo de 2021), tendo, por isso, uma densidade populacional de 13,7 hab./km².

## Demografia
A população registada nos censos foi:
| Distribuição da População por Grupos Etários | Distribuição da População por Grupos Etários | Distribuição da População por Grupos Etários | Distribuição da População por Grupos Etários | Distribuição da População por Grupos Etários |
| -------------------------------------------- | -------------------------------------------- | -------------------------------------------- | -------------------------------------------- | -------------------------------------------- |
| Ano                                          | 0-14 Anos                                    | 15-24 Anos                                   | 25-64 Anos                                   | > 65 Anos                                    |
| 2001                                         | 36                                           | 36                                           | 176                                          | 156                                          |
| 2011                                         | 20                                           | 30                                           | 139                                          | 135                                          |
| 2021                                         | 5                                            | 17                                           | 88                                           | 120                                          |